# Feldkirchen-Westerham
Feldkirchen-Westerham ist eine Gemeinde im oberbayerischen Landkreis Rosenheim, die aus den Gemeinden Vagen/Westerham, Feldkirchen und Höhenrain gebildet wurde.

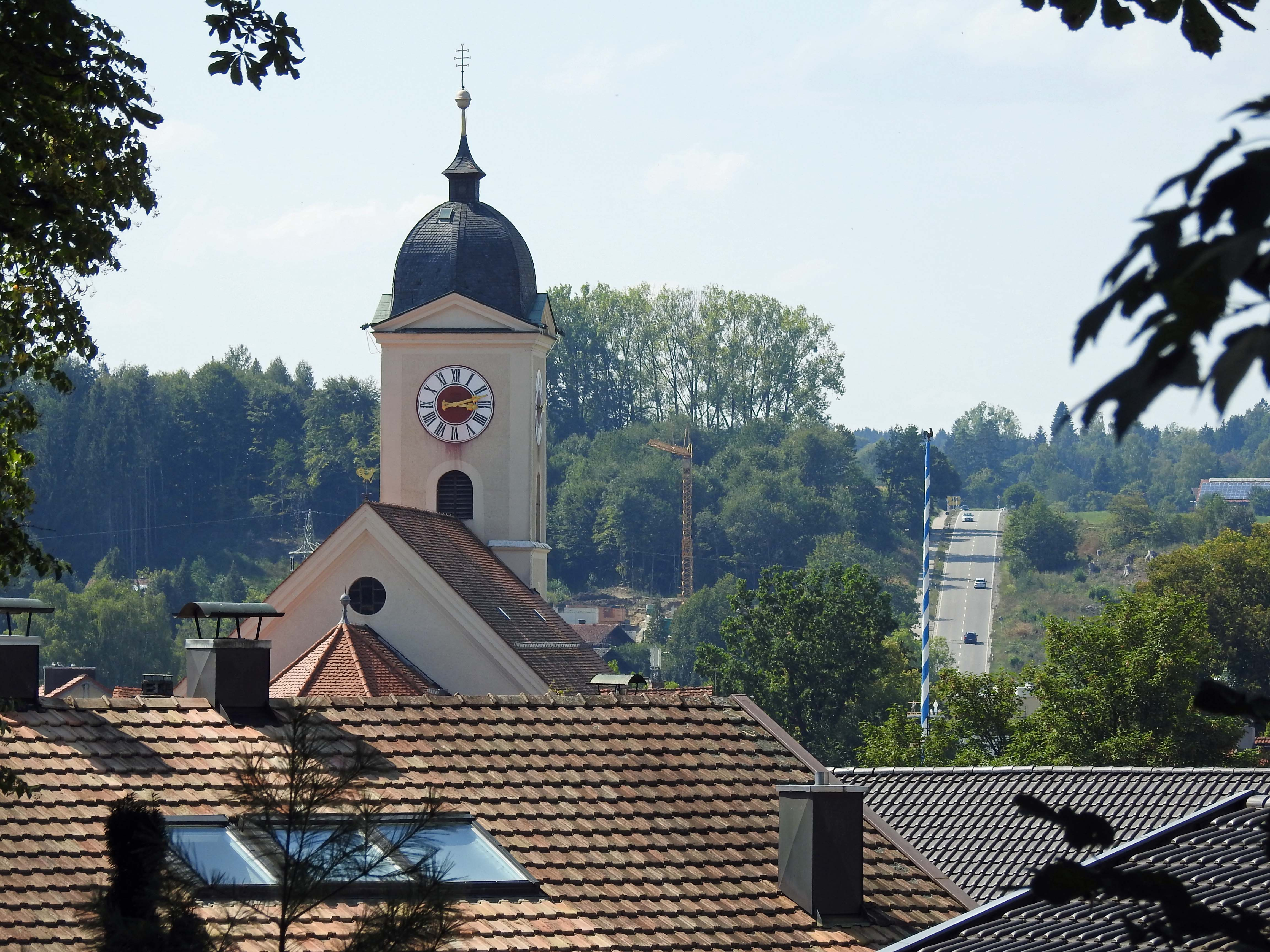
Feldkirchen von Osten

## Geographie

### Geographische Lage
Es ist die westlichste Gemeinde des Landkreises Rosenheim und liegt im Unteren Mangfalltal an der Mangfall im bayerischen Alpenvorland.
Nachbargemeinden sind:
- Bruckmühl, ebenfalls Landkreis Rosenheim
- Irschenberg, Weyarn und Valley im Landkreis Miesbach
- Aying im Landkreis München
- Glonn und Baiern im Landkreis Ebersberg

Die Gemeinde liegt im Grundmoränengebiet des Inn-Gletschers und weist Endmoränen in Form des Aschbacher Bergs im Westen und des Irschenbergs im Süden auf.

### Gemeindegliederung
Die Gemeinde hat 54 Gemeindeteile:
- Altenburg
- Am Saum
- Aschbach
- Aschhofen
- Ast
- Buchberg
- Elendskirchen
- Eutenhausen
- Feldkirchen
- Feldolling
- Gmeinwies
- Großhöhenrain
- Haag
- Hammer
- Hofberg
- Hohenfried
- Hub
- Irnberg
- Kleinhöhenrain
- Krügling
- Kugelloh
- Leiten
- Lenzmühle
- Loherberg
- Mühlberg
- Mühlholz
- Neuhaus
- Niederstetten
- Oberaufham
- Oberlaus
- Oberreit
- Oberstetten
- Oberwertach
- Oed
- Percha
- Pups
- Reisachöd
- Ried
- Riedbichl
- Schnaitt
- Schöffleiten
- Schwaig
- Stadlberg
- Staudach
- Sterneck
- Thal
- Unteraufham
- Unterlaus
- Unterreit
- Unterwertach
- Vagen
- Walpersdorf
- Weidach
- Westerham

Das Gehöft Holzglas ist kein amtlich benannter Gemeindeteil.

### Natur
Folgende Schutzgebiete berühren das Gemeindegebiet:
- Naturschutzgebiet Kupferbachtal bei Unterlaus (NSG-00177.01)
- Landschaftsschutzgebiet Inschutzstellung des Kupferbachtales als LSG im Landkreis Bad Aibling (LSG-00157.01)
- Landschaftsschutzgebiet LSG „Tuffberg südlich von Vagen“ (LSG-00423.01)
- Fauna-Flora-Habitat-Gebiet Mangfalltal (8136-371)
- Fauna-Flora-Habitat-Gebiet Leitzachtal (8237-371)
- Fauna-Flora-Habitat-Gebiet Kupferbachtal, Glonnquellen und Gutterstätter Streuwiesen (8037-371)
- Fauna-Flora-Habitat-Gebiet Mausohrkolonien im südlichen Landkreis Rosenheim (8037-372)
- Geotop Tuffberg Vagen (187R010)

## Geschichte

### Bis zur Gemeindegründung
Aus Funden eines Steinbeils, von Klingen und Schabern ist auf eine Besiedelung in der Jungsteinzeit (5000–3200 v. Chr.) zu schließen. Um 500 v. Chr. siedelten eingewanderte keltische Stämme an Mangfall und Leitzach. Aus der römischen Kaiserzeit (15 v. Chr.–480 n. Chr.) konnte man westlich von Percha ein Teilstück der Römerstraße Via Julia von Augsburg nach Salzburg nachweisen. Die Wallanlage „Birg“ nördlich von Kleinhöhenkirchen stammt aus der Zeit der Ungarneinfälle (9.–10. Jh.).
Erste bekannte schriftliche Zeugnisse stammen aus dem Jahre 795. Im Kloster St. Emmeram zu Regensburg forderte Bischof Atto von Freising vom Tegernseer Abt Meginhart unter anderem den Zehnt der Feldkirchener Kirche zurück. Im Jahr 1634 wütete die Pest in der Gemeinde, bei der in Feldkirchen 58, in Westerham 156, in Feldolling 48 Personen starben; auch die anderen Ortsteile hatten große Verluste zu beklagen. Daran erinnern heute noch die Pestsäulen in Westerham, Feldolling und Aufham. Seit 1739 verkehrte die von den Thurn und Taxis betriebene Kaiserliche Reichspost als „reitende Post“ auf der alten Salzstraße von Bad Reichenhall nach München durch Feldkirchen, seit 1769 die „fahrende Personenpost“.
Mit dem zweiten Gemeindeedikt wurden Feldkirchen, Vagen (mit Westerham) und Großhöhenrain (mit Kleinhöhenrain) am 17. Mai 1818 zu selbstständigen politischen Gemeinden erhoben. Zu dieser Zeit standen in Feldkirchen neben der Kirche mit den Wirtschaftsgebäuden 15 weitere Anwesen und ein Salzstadel. Die Gemeinde lebte vor allem von der gut befahrenen Salzstraße.

### Brauerei
Von 1876 bis 1987 gab es in Feldkirchen-Westerham eine eigene Brauerei (Laib Bräu).

### Eingemeindungen
Im Zuge der Gebietsreform in Bayern wurden am 1. Juli 1972 die Gemeinden Feldkirchen und Vagen zur neuen Gemeinde Feldkirchen-Westerham zusammengeschlossen. Der Landkreis Bad Aibling wurde zum gleichen Zeitpunkt aufgelöst. Somit wurde die neue Gemeinde dem Landkreis Rosenheim zugeordnet. Am 1. Mai 1978 wurde die Gemeinde Höhenrain eingegliedert.
Während die Gemeinde 1993 eine einheitliche Postleitzahl erhielt, behielt der Gemeindeteil Vagen die Telefonvorwahl Bruckmühls bis heute.

### Einwohnerentwicklung
Zwischen 1988 und 2018 wuchs die Gemeinde von 8.553 auf 10.890 um 2.337 Einwohner bzw. um 27,3 %.

## Politik

### Bürgermeister
Erster Bürgermeister ist Johannes Zistl (Ortsliste Vagen). Am 12. März 2023 wurde Zistl, der als einziger Kandidat angetreten war, mit 93,5 Prozent der Stimmen gewählt. Die Wahlbeteiligung lag bei 31,9 Prozent. Er trat sein Amt als Bürgermeister zum 1. April 2023 an. Seit 1. April 2017 war Hans Schaberl berufsmäßiger erster Bürgermeister, der Bernhard Schweiger ablöste. Bei der Wahl am 12. März 2017 entfielen 54,26 Prozent der Stimmen auf Schaberl, den Wahlvorschlag von „Wahlbündnis FWG / PB / FWF“ und 45,74 Prozent auf Schweiger.

### Gemeinderat
Die Gemeinderatswahlen seit 2002 führten zu folgenden Stimmenanteilen und Sitzverteilungen:
| Partei/Liste    | 2020 | 2014 | 2008 | 2002 |
| --------------- | ---- | ---- | ---- | ---- |
| CSU             | 7    | 7    | 7    | 8    |
| SPD             | 2    | 2    | 3    | 3    |
| GRÜNE           | 5    | 3    | 3    | 2    |
| FW Gesamtgem.   | 3    | 3    | 3    | 3    |
| Pro Bürger      | 3    | 5    | 3    | –    |
| OLV 1           | 2    | 2    | 2    | 2    |
| FW Feldolling   | 2    | 2    | 2    | –    |
| ÜWG 2           | –    | –    | 1    | 2    |
| Sitze insgesamt | 24   | 24   | 24   | 20   |

### Wappen
Das Wappen ist senkrecht unterteilt: links befindet sich ein goldener Falke mit rotem Halsband auf blauem Grund, rechts ein schwarzer Sparren auf weißem Grund. Im unteren Viertel zieht sich ein goldener Wellenbalken über die gesamte Breite des Wappens. Das Falkenmotiv stammt aus dem Wappen des Grafen Neuburg-Falkenstein, der Sparren aus dem Siegelwappen der Ortsadelfamilie von Westerham. Der Wellenbalken symbolisiert die Mangfall, welche wesentlich die Landschaft prägt. Das Wappen wurde ursprünglich 1964 als Wappen der Gemeinde Vagen vom damaligen Bürgermeister Max Reitner eingeführt. Bei der Gemeindegebietsreform 1972 wurde das Vagener Wappen unverändert für die neu zusammengeschlossene Gemeinde Feldkirchen-Westerham übernommen.

### Gemeindepartnerschaften
- Beaupréau-en-Mauges, früher Jallais, Frankreich
- Jenesien, Südtirol

## Sehenswürdigkeiten
- Stollwerck-Mausoleum in Hohenfried
- Schloss Altenburg, Schloss Höhenrain, Schloss Staudach und Barockschlösschen in Vagen
- Pfarrkirche St. Laurentius (Feldkirchen) von Hans Schurr und Filialkirche St. Peter und Paul (Westerham)
- Wallfahrtskirche Mariä Opferung in Oberreit, heute Nebenkirche von St. Laurentius, Feldkirchen
- Filialkirche St. Nikolaus, Feldolling

## Wirtschaft und Infrastruktur

### Verkehr
- Schienenverkehr: Die Gemeinde ist über den Bahnhof Westerham, welcher im Stundentakt von Regionalbahnen der Relation Holzkirchen–Rosenheim bedient wird, an die Mangfalltalbahn angeschlossen. Seit dem 9. Juni 2019 besteht an der Mangfalltalbahn ein weiterer Haltepunkt im Ortsteil Feldolling.
- Busverkehr: Der Hauptort ist durch die Buslinien 9581 und 9582 an den Regionalverkehr Oberbayern angeschlossen. Es gibt Verbindungen nach Bad Aibling, Aying und Bruckmühl. Am Wochenende ist zusätzlich ein Nachtexpress (N4) von und nach Rosenheim eingerichtet.
- Straßenverkehr: Die A 8 ist über die Anschlussstelle Weyarn erreichbar.

### Ansässige Unternehmen
- Neenah-Gessner
- Spinner
- W. L. Gore & Associates

### Bildung
- Die Gemeindebücherei ist die größte ehrenamtlich geführte Bücherei Deutschlands.
- Akademie der IHK für München und Oberbayern: Trainingszentrum mit jährlich ca. 800 Veranstaltungen und 10.000 Teilnehmern. Die Themen reichen von Managementtraining über Immobilienseminare bis zu Sekretärinnen-Kursen.
- Grund- und Hauptschule mit M-Zug.
- Volkshochschule.

## Persönlichkeiten

### Ehrenbürger
- Geistlicher Rat Hubert Huber, August 1979
- Bürgermeister a. D. Georg Röhrmoser, April 1993

### Söhne und Töchter der Gemeinde
- Sepp Folger (1922–2013), Skirennläufer
- Markus Eham (* 1958), Liturgiewissenschaftler und Komponist
- Ilse Aigner (* 1964), Mitglied des Bayerischen Landtages (CSU), Präsidentin des Bayerischen Landtags, ehemals Bundesministerin für Ernährung, Landwirtschaft und Verbraucherschutz, MdB (CSU), bayerische Wirtschaftsministerin und stellv. bayerische Ministerpräsidentin

### Andere Persönlichkeiten, die mit der Gemeinde in Verbindung stehen
- Georg Westermayer (1836–1893), Historiker, Dichter und römisch-katholischer Geistlicher, war Pfarrer von Feldkirchen.
- Hans Memminger (1936–2009), Autor, Filmemacher und Expeditionskanute, lebte in Feldkirchen.
- Nick McCarthy (* 1974), Musiker bei Franz Ferdinand, wuchs im Ortsteil Vagen und Westerham auf.
- Martin Hagen (* 1981), Politiker, wuchs in Feldkirchen auf.